# Lomaria rufa
Lomaria rufa là một loài dương xỉ trong họ Blechnaceae. Loài này được Spreng. mô tả khoa học đầu tiên..
Danh pháp khoa học của loài này chưa được làm sáng tỏ. 